# البعینه
البعینه (به لاتین: Bu'eine Nujeidat) یک منطقهٔ مسکونی در اسرائیل است که در شمال واقع شده‌است.